# Rika Fukami
Rika Fukami (深見 梨加, Fukami Rika, de son vrai nom 深見 理佳), née le 8 août à Kyoto, est une seiyū (doubleuse) japonaise.

## Rôles notables
- Sailor Venus dans Sailor Moon
- Regine dans Futari wa Precure
- Aquelda dans Wedding Peach
- Riara dans Chroniques de la guerre de Lodoss
- Ophanimon dans Digimon
- Fran dans Final Fantasy XII
- L'amirale Spaurh dans Crest of the Stars
- Daiko Hayami dans Cutie Honey
- Hamil dans Legend of Black Heaven
- Natsuhi dans Naruto
- Zephia dans Fire Emblem Engage et Fire Emblem Heroes